# 박춘호
박춘호(朴椿浩, 1930년 4월 15일∼2008년 11월 12일)는 한국의 대학교수, 국제법학자로 해양법 관련 국제기구에서 폭넓게 활약하였다. 본관은 밀양(密陽)이고, 전라북도 남원시 대강면(帶江面)에서 출생하였다. 일찍이 영국과 미국에서 국제법과 해양법, 에너지법 등을 연구하고 주목할 만한 논문을 다수 발표하였으며, 1996년 임기 9년의 국제연합 국제해양법재판소 재판관으로 선출되었다.
1982년부터 1995년까지 고려대학교 법과대학 교수를 지냈으며, 1990년대에는 중화인민공화국 북경대 객원교수와 1995년에는 일본 세이난 가쿠인 대학(西南学院大学) 법학부 교수를 지냈다.

## 생애

### 유년기와 청년기
전라도 지리산록의 벽촌인 평촌리(坪村里)에서 빈농의 아들로 태어났다. 세 살 때 부친을 잃고 편모슬하에서 가난 속에서 어려운 시기를 보냈다. 해방 후 순창(淳昌)농림중학교(현 순창제일고등학교)를 다녔으며 서울대학교 문리과 대학 정치학과에 입학했으나 그해 한국전쟁이 발발해 휴학하였다.
군에 입대하여 서남지구 전투사령부 통역장교로 복무하였다. 당시 미군의 전쟁고아 복지사업을 지원하면서 거의 완벽한 영어를 구사하게 되었다.

### 학창 시절
1955년 전역 후 서울대 정치학과에 1학년으로 복학하여 1959년에 졸업하였다. 그의 영어실력이 뛰어난 덕에 문교부(현 교육부) 영어담당 편수관으로 특채되어 근무하다가 1965년과 1966년 영국 에딘버러 대학교(University of Edinburgh)에서 언어학석사와 법학석사 학위를 취득하였다.
그의 회고록에 따르면, 초등학교 시절 산골 소년이 여수의 친척 집에 갔다가 남해 바다를 보고 바다를 동경하게 되었다. 배를 타고 망망대해를 돌아다니는 꿈을 품고 내성적인 성격을 스스로 변화시키는 한편 세계 각국을 자유롭게 오갈 수 있는 마도르스가 되려고 결심하였다. 그러나 몸이 허약해 이를 단념하고 대신 열심히 공부해서 바다를 연구하는 학자가 되겠다는 일념으로 학업에 정진하였다.
그리하여 1967년 문교부 편수관을 사직하고 노모 등 다섯 식구를 셋집에 남겨둔 채 두 번째 영국유학길에 올랐다. 어려운 여건 속에서 하루 4시간만 자고 도서관에서 오직 연구에만 전념한 끝에 1971년 법학박사학위를 받았다. 귀국 후 국익증진 차원에서 석유메이저 ‘걸프 경계론’을 제기하였다가 석유메이저와 정부당국으로부터 눈에 보이지 않는 압박을 받게 되었다.
국내에서 활동의 제약을 느낀 그는 1972년 세 번째 유학길에 올라 캐나다 토론토대와 미국 하버드대 동아시아 법률연구소에서 8년간 해양법 연구에 몰두하였다. 1977년부터 1982년까지 미국 해양법연구소(the Law of the Sea Institute: LOSI)의 집행이사를 맡았으며, 〈해양정책(Marine Policy)〉, 〈해양개발과 국제법(Ocean Development and International Law)〉등 국제학술지의 편집위원으로 활동하기도 했다.

### 국제법학자로서의 활동
1982년 귀국한 박춘호는 고려대학교 등 여러 학교에 출강하던 중 1986년 고려대학교 법과대학 교수로 임용되어 1995년까지 국제법을 강의하였다.
1996년에는 국제해양법재판소(International Tribunal for the Law of the Sea: ITLOS, 독일 함부르크 소재)의 21명의 초대 재판관 선거에서 제1차로 압도적 다수표를 얻어 9년 임기의 재판관으로 선출되었으며, 2005년 재선되었다.
1997년 고려대 국제대학원의 석좌교수로 위촉되었고 세계국제법학술원(Institut de Droit International) 제68차 총회에서 한국인으로서는 처음으로 정회원에 당선되었다.
2007년부터 2008년 별세할 때까지 세계국제법협회(International Law Association: ILA) 한국본부 본부장을 지냈다.

## 저서 및 상훈

### 저서
- 《지해문집(之海文集) IㆍII》 (회갑기념눈문집), 박춘호박사 문집 간행위원회, 1990.07.
- East Asia and the Law of the Sea, 서울대 출판부, 2000.[7]
- 《지리산골에서 세계의 바다에서》 (자전적 에세이)  문학사상사, 1998.09.[8]
- 국제법 해양법 에너지법에 관한 영문 저서 및 편저, 논문 다수

### 상훈
- 1989  학술원상 (사회과학 부문)
- 1994  대한국제법학회 현민(玄民) 학술상
- 1997  제22회 전북대상 (전북일보)
- 2001  '바다의 날' 금탑산업훈장
- 2006  제37회 한국법률문화상 (대한변호사협회)[9]